# Christophe Deguerville
Christophe Deguerville, né le 27 juin 1970 à Villeneuve-la-Garenne (Hauts-de-Seine), est un ancien footballeur français qui évolue au poste de défenseur de 1987 à 2003.

## Biographie
En octobre 1987, alors au centre de formation de l'AS Saint-Étienne, il fait partie de l'équipe de France juniors A1, aux côtés de Patrice Loko, Laurent Guyot et Christophe Pignol.
Il dispute son 1er match en Ligue 1 le 4 juin 1988 avec l'AS Saint-Étienne.
Il est finaliste de la Coupe de France en 2002 avec Bastia.
Au total, Christophe Deguerville dispute 349 matchs en Ligue 1 et 9 matchs en Ligue 2.

## Carrière
- 1987-1995 :  AS Saint-Étienne
- 1995-1997 :  Olympique lyonnais
- 1997-2002 :  SC Bastia
- 2003-2003 :  AS Saint-Étienne
- 2005-2006 :  Perpignan (amateur)
- 2006-2007 :  Montgeron (amateur)
- 2007-2009 :   Ille-sur-Têt (amateur)
- 2009-2010 :   Claira (amateur)[2]

## Palmarès
- Finaliste de la Coupe de France en 2002 avec Bastia